# Esa Peltonen
Esa Peltonen (* 25. Februar 1947 in Oulu) ist ein ehemaliger finnischer Eishockeyspieler.

## Karriere
Peltonen nahm an insgesamt 488 Spielen der SM-liiga teil, er erzielte 317 Tore und erreichte 527 Punkte. Er spielte bei Oulun Kärpät (1965–66), Upon Pallo (1966–69), HJK Helsinki (1969–72), HIFK Helsinki (1972–83). Zwei Mal gewann er mit seinem Team die finnische Meisterschaft, hier stand er bei 39 Play-off-Spielen auf dem Eis und erzielte 35 Punkte. Aufgrund dieser Leistungen wurde er vier Mal in das finnische All-Star-Team berufen.
International war er bei 277 (93 Tore/142 Punkte) Länderspielen Mitglied der finnischen Eishockeynationalmannschaft. Mit ihr nahm er an vier Olympischen Spielen (1968, 1972, 1976 und 1980) und elf Eishockey-Weltmeisterschaften teil (1967 bis 1978).
1990 wurde er in die Finnische Hockey Hall of Fame aufgenommen und 2007 in die IIHF Hall of Fame.